# VRAM

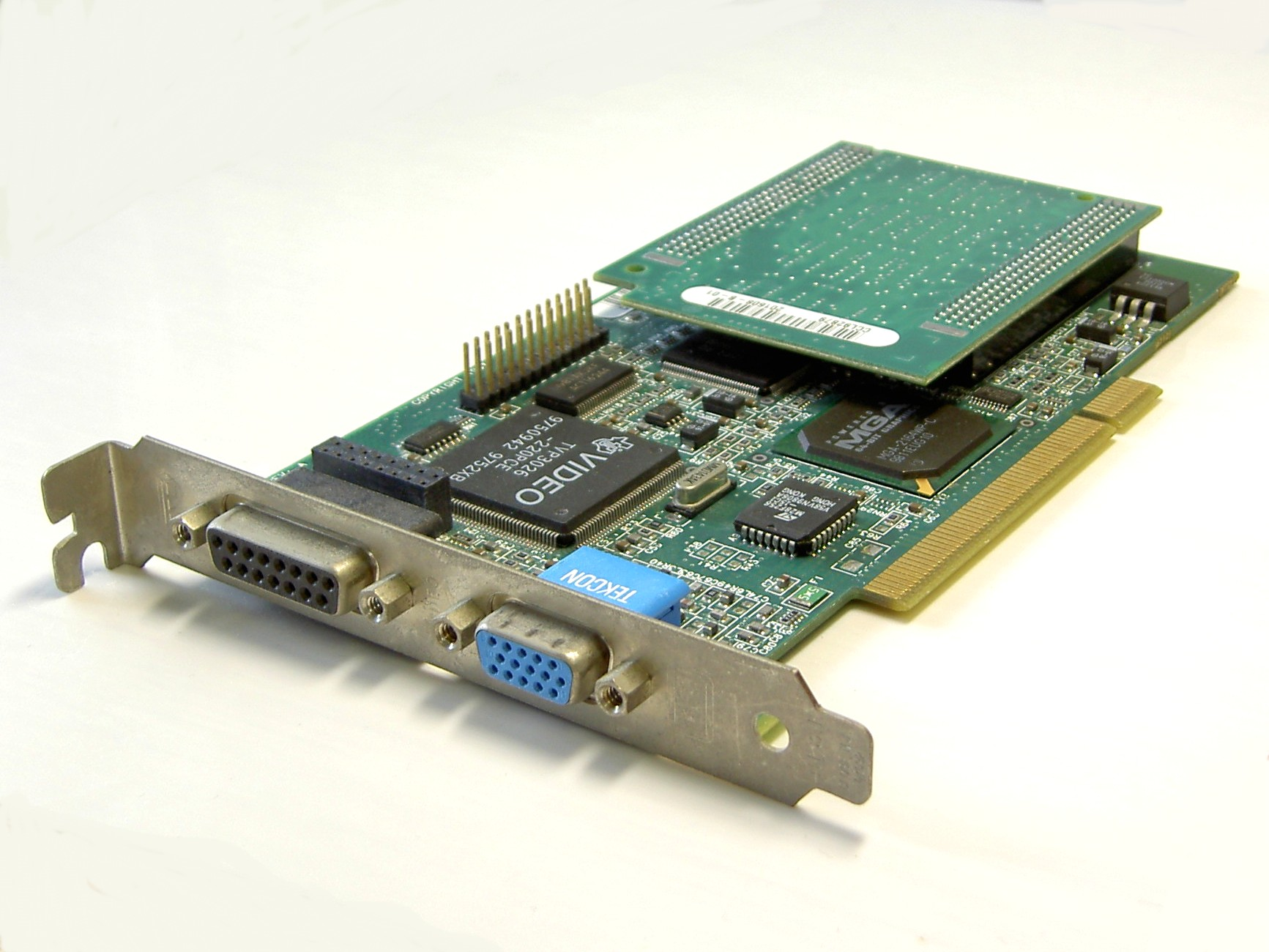
Targeta gràfica Matrox Millennium II PCI amb placa VRAM.

Video Random Access Memory (VRAM) és un tipus de memòria RAM que utilitza el controlador gràfic per poder manejar tota la informació visual que li envia la CPU del sistema. La principal característica d'aquesta classe de memòria és que és accessible de forma simultània per dos dispositius. D'aquesta manera, és possible que la CPU gravi informació en ella, mentre es llegeixen les dades que seran visualitzats en el monitor en cada moment. Per aquesta raó també es classifica com Dual-Ported.
Al principi (processadors de 8 bits) es deia així a la memòria només accessible directament pel processador gràfic, havent de carregar la CPU les dades a través d'ella. Podia donar-se el cas d'equips amb més memòria VRAM que RAM (com alguns models japonesos de MSX2, que comptaven amb 64 KiB de RAM i 128 KiB de VRAM).

## Tipus
- SAM (Serial Access Memory): el mòdul SAM (normalment en la forma d'un registre lineal) no és canviat pels càlculs i conté les dades que seran utilitzats pel RAMDAC. Això el converteix en memòria seqüencial, que al contrari de la RAM de dades només pot ser avaluada successivament (d'una manera similar a una casset). La SAM pot seleccionar molt més ràpidament que la RAM, ja que en principi no necessita càlculs d'adreçament.
- WRAM (Window RAM): és un tipus de VRAM equipada amb línies separades de lectura i escriptura, que ofereix tanmateix temps ràpids d'accés i és barata de produir.[2] Per exemple, les targetes gràfiques Matrox MGA Millennium i la Number Nine Revolution 3D «Ticket to Ride» usen WRAM.
- SGRAM (Synchronous Graphics RAM): és una tecnologia relacionada amb la SDRAM single-ported. Accessos simultanis de lectura i escriptura no són possibles. Ofereix extenses funcions gràfiques (per exemple lectures i escriptures bloc a bloc) i altes freqüències de rellotge.[2]
- MDRAM (Multi-bank DRAM): està desenvolupat com bancs de memòria independents, que estan connectats a un bus comú. Amb aquesta estructura és possible un alt grau de paral·lelisme. La targeta gràfica Hèrcules Dynamite 128 (GPU: Tseng ET6000) té 4 MiB MDRAM.
- CDRAM (Cache DRAM): és una barreja de memòria estàtica (SRAM) i memòria dinàmica (DRAM). Similar a la memòria cau dels moderns processadors; a la CDRAM les dades freqüentment usats s'emmagatzemen en la ràpida SRAM, la qual cosa incrementa el rendiment.[3]
- 3D RAM: és un desenvolupament de Mitsubishi consistent en mòduls de memòria que a més integren una unitat aritmeticològica. Això permet que algunes operacions gràfiques (per exemple test de Z-Buffer) poden executar-se directament en la memòria gràfica.[4] Es pot trobar aquest tipus de memòria en els UltraSparc de Sun Microsystems.
- GDDR-SDRAM (Graphics Double Data Rate SDRAM): és una memòria gràfica basada en DDR-SDRAM, que es caracteritza per les seves temps optimitzats d'accés i les altes freqüències de rellotge.[5]
- RAM estesa: en l'actualitat, és freqüent veure equips PC amb targeta gràfica incorporada a la placa base, que en lloc de disposar d'un banc propi de memòria, se'ls assigna part dels bancs de memòria de la RAM del processador. Solen ser equips orientats a tasques ofimàtiques o servidors, on la rapidesa dels gràfics no és una cosa crucial, com en les estacions CAD o els equips per a videojocs. No obstant això, poden presentar velocitats més grans que les de l'anterior generació de targetes gràfiques.